# Макферсон (Канзас)
Макферсон (енгл. McPherson) град је у америчкој савезној држави Канзас.

## Демографија
По попису из 2010. године број становника је 13.155, што је 615 (-4,5%) становника мање него 2000. године.
| Група             | 2000.          | 2010.          |
| Белци             | 12.900 (93,7%) | 11.919 (90,6%) |
| Афроамериканци    | 181 (1,3%)     | 201 (1,5%)     |
| Азијати           | 57 (0,4%)      | 105 (0,8%)     |
| Хиспаноамериканци | 402 (2,9%)     | 634 (4,8%)     |
| Укупно            | 13.770         | 13.155         |